# Manuel Gómez-Acebo Rodríguez-Spiteri
Manuel Gómez-Acebo Rodríguez-Spiteri (Málaga, 5 de abril de 1956) es un diplomático español. Ha sido embajador de España en Guinea Ecuatorial (2009-2013) y en Israel (2017-2021).

## Biografía
Es sobrino de Carlos Rodríguez-Spiteri y primo de José Rodríguez-Spiteri.
Licenciado en Derecho, ingresó en la carrera diplomática (1989). Ha estado destinado en las representaciones diplomáticas españolas en Argelia, Argentina y ante las Naciones Unidas. Fue subdirector general de Cooperación Institucional Cultural y de Comunicación en la Agencia Española de Cooperación Internacional y segundo jefe en la Embajada de España en Perú. De 2005 a 2009 fue Subdirector General de África del Norte.
Segundo jefe en la Embajada de España en Perú y subdirector general de África del Norte. Fue embajador de España en la República de Guinea Ecuatorial (2009-2013); director general para el Magreb, África, Mediterráneo y Oriente Próximo, y embajador de España en Israel (2017-2021).
En enero de 2025 fue ascendido a la categoría de Ministro Plenipotenciario de primera clase.

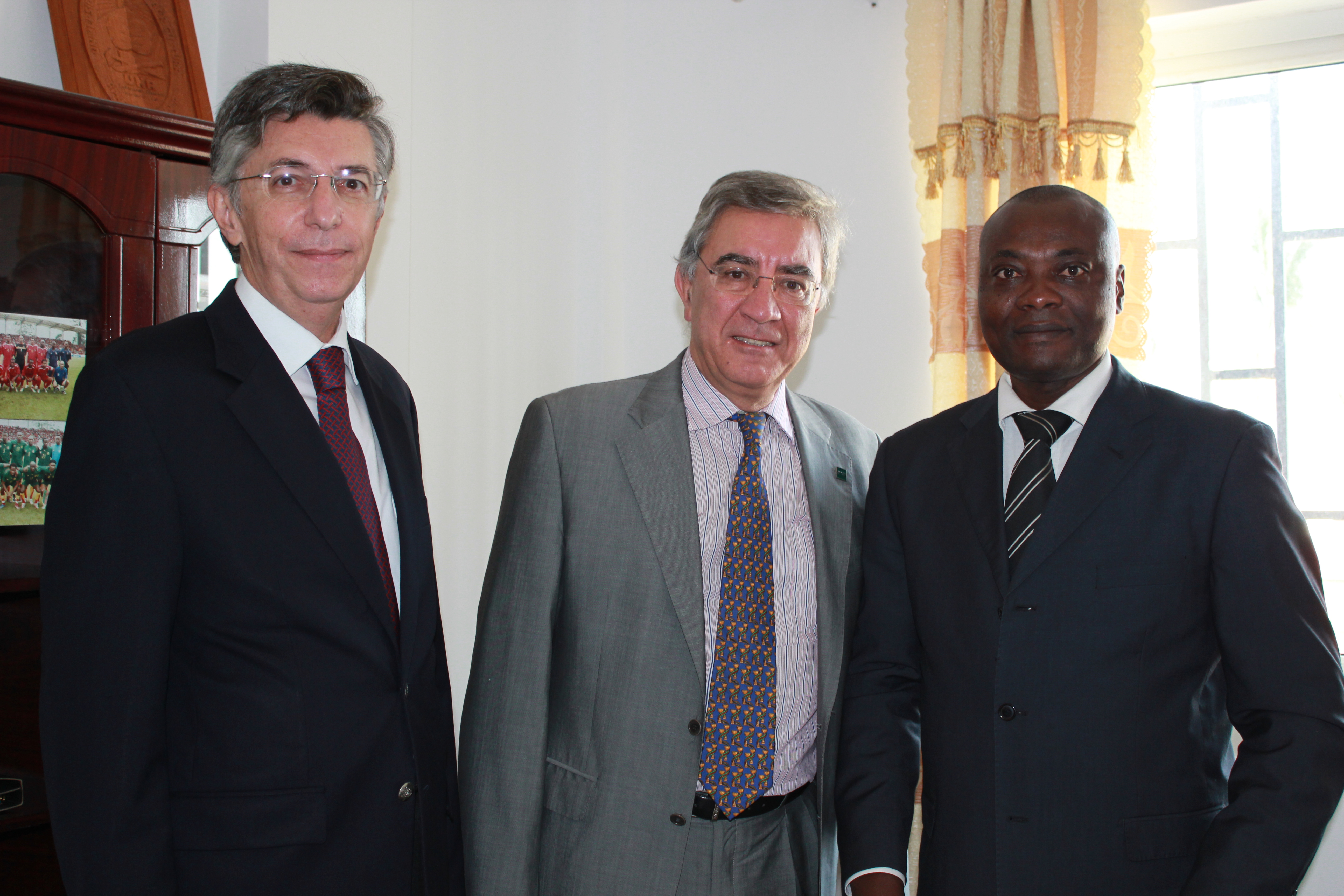
Manuel Gómez-Acebo Rodríguez-Spiteri, embajador de España en Guinea Ecuatorial, y Juan Antonio Gimeno Ullastres, rector de la UNED, el rector de la UNGE, en los 30 años de los programas educativos de la UNED en Guinea Ecuatorial